# Ministerio de Bienestar y Servicios Sociales (Israel)
El Ministerio de Bienestar y Servicios Sociales (en hebreo: משרד הרווחה והשירותים החברתיים, transliteración: Misrad HaRevaha VeHaSherutim HaHevrati'im) es la rama del gobierno responsable de garantizar el bienestar público en Israel y supervisar la prestación de servicios.
El actual ministro de Bienestar y Servicios Sociales es Ofir Akunis.

## Historia
El ministerio surgió de la unión de otros dos ministerios: el Ministerio de Trabajo y el Ministerio de Bienestar Social. En 1977 se unieron para formar el Ministerio de Bienestar Social y Trabajo, de acuerdo con la opinión de que el trabajo puede conducir al bienestar. Tras el segundo gobierno de Ariel Sharon (2003), la responsabilidad de las cuestiones relacionadas con el trabajo fue trasladada al ministerio de Industria, Comercio y Trabajo; y en 2007, el nombre fue cambiado a Ministerio de Bienestar y Servicios Sociales.

## Ministro de Bienestar y Servicios Sociales
El ministro de Bienestar y Servicios Sociales de Israel (en hebreo: שר הרווחה והשירותים החברתיים, transliteración: Sar HaRevaha VeHaSherutim HaHevrati'im) es el jefe político del ministerio, formando parte del gabinete israelí.

### Lista de ministros
| N.º  | Nombre                         | Partido                                       | Duración del mandato     | Duración del mandato     |
| ---- | ------------------------------ | --------------------------------------------- | ------------------------ | ------------------------ |
| 1    | Yitzhak-Meir Levin             | Agudat Yisrael; Frente Unido Religioso        | 14 de mayo de 1948       | 18 de septiembre de 1952 |
| 2    | Haim-Moshe Shapira             | Hapoel HaMizrachi; Partido Nacional Religioso | 24 de diciembre de 1952  | 1 de julio de 1958       |
| 3    | Peretz Naftali                 | Mapai                                         | 25 de enero de 1959      | 17 de diciembre de 1959  |
| 4    | Yosef Burg                     | Partido Nacional Religioso                    | 17 de diciembre de 1959  | 1 de septiembre de 1970  |
| 5    | Michael Hasani                 | Partido Nacional Religioso                    | 1 de septiembre de 1970  | 4 de abril de 1974       |
| 6    | Victor Shem-Tov                | Alineamiento (Mapam)                          | 3 de junio de 1974       | 29 de octubre de 1974    |
| (5)  | Michael Hasani                 | Partido Nacional Religioso                    | 30 de octubre de 1974    | 2 de julio de 1975       |
| –    | Yitzhak Rabin (como P.M.)      | Alineamiento (Laborista)                      | 7 de julio de 1975       | 29 de julio de 1975      |
| (4)  | Yosef Burg                     | Partido Nacional Religioso                    | 29 de julio de 1975      | 4 de noviembre de 1975   |
| 7    | Zevulun Hammer                 | Partido Nacional Religioso                    | 4 de noviembre de 1975   | 22 de diciembre de 1976  |
| 8    | Moshe Baram                    | Alineamiento (Laborista)                      | 16 de enero de 1977      | 20 de junio de 1977      |
| –    | Menachem Begin (como P.M.)     | Likud                                         | 20 de junio de 1977      | 24 de octubre de 1977    |
| 9    | Yisrael Katz                   | Independiente                                 | 24 de octubre de 1977    | 5 de agosto de 1981      |
| 10   | Aharon Abuhatzira              | Tami                                          | 5 de agosto de 1981      | 2 de mayo de 1982        |
| 11   | Aharon Uzan                    | Tami                                          | 3 de mayo de 1982        | 13 de septiembre de 1984 |
| 12   | Moshe Katsav                   | Likud                                         | 13 de septiembre de 1984 | 22 de diciembre de 1988  |
| 13   | Yitzhak Shamir                 | Likud                                         | 22 de diciembre de 1988  | 7 de marzo de 1990       |
| 14   | Roni Milo                      | Likud                                         | 7 de marzo de 1990       | 11 de junio de 1990      |
| 15   | Yitzhak Shamir (como P.M.)     | Likud                                         | 11 de junio de 1990      | 13 de julio de 1992      |
| –    | Yitzhak Rabin (como P.M.)      | Laborista                                     | 13 de julio de 1992      | 31 de diciembre de 1992  |
| 16   | Ora Namir                      | Laborista                                     | 31 de diciembre de 1992  | 21 de mayo de 1996       |
| 17   | Eli Yishai                     | Shas                                          | 18 de junio de 1996      | 11 de julio de 2000      |
| 18   | Ra'anan Cohen                  | Un Israel (Laborista)                         | 10 de agosto de 2000     | 7 de marzo de 2001       |
| 19   | Shlomo Benizri                 | Shas                                          | 7 de marzo de 2001       | 23 de mayo de 2002       |
| –    | Ariel Sharon (como P.M.)       | Likud                                         | 23 de mayo de 2002       | 3 de junio de 2002       |
| (19) | Shlomo Benizri                 | Shas                                          | 3 de junio de 2002       | 28 de febrero de 2003    |
| 20   | Zevulun Orlev                  | Partido Nacional Religioso                    | 3 de marzo de 2003       | 11 de noviembre de 2004  |
| 21   | Ehud Olmert (como P.M.)        | Kadima                                        | 4 de mayo de 2006        | 21 de marzo de 2007      |
| 22   | Isaac Herzog                   | Laborista                                     | 21 de marzo de 2007      | 17 de enero de 2011      |
| 23   | Moshe Kahlon                   | Likud                                         | 19 de enero de 2011      | 18 de marzo de 2013      |
| 24   | Meir Cohen                     | Yesh Atid                                     | 18 de marzo de 2013      | 4 de diciembre de 2014   |
| –    | Benjamin Netanyahu (como P.M.) | Likud                                         | 4 de diciembre de 2014   | 14 de mayo de 2015       |
| 25   | Haim Katz                      | Likud                                         | 14 de mayo de 2015       | En el cargo              |

1. ↑  Falleció en el cargo.